# Eria (neboder)
Neboder Eria (fr. Tour Eria) je neboder ureda, trgovina i drugih aktivnosti smještenih u poslovnoj četvrti La Défense u blizini Pariza u Francuskoj (upravo u Puteauxu). Izgrađena 2021. godine, preuzima je od Tour Arago uništenog 2017. godine.
U rujnu 2021. bi trebao ugostiti "Campus Cyber" i aktivnosti obuke u cyber sigurnosti.

## Vanjske poveznice
- Tour Eria  Arhivirana inačica izvorne stranice od 9. srpnja 2021. (Wayback Machine)